# I (이키모노가카리의 음반)
『I』는 이키모노가카리의 메이저 6번째 정규 앨범이다. 2013년 7월 24일에 에픽 레코드 재팬에서 발매됐다.

## 개요
전 작품 《NEWTRAL》으로부터 발라드 베스트 앨범 《발라돈》을 지나서 약 1년 5개월 만에 발매된 정규 음반이다. 〈봄 노래〉에서 〈웃는 얼굴〉까지의 싱글 A면 곡 4곡을 포함하는 총 14곡이 수록되어 있지만, 지금까지의 작품과는 다르고, 인디즈 앨범에서의 리어레인지 판은 수록되어 있지 않고, “도쿄”를 제외한 전곡이 메이저 데뷔 후에 제작되었던 악곡이 되고 있다. 정규 음반에서 수록시간이 70분을 넘은 것은 이번 작품이 처음이다.
초회생산한정반은 스페셜 삼방배 BOX/3면 디지팩 CD+DVD 케이스 사양에서, 특전으로서 “잇키몽키의 i 라디오(멤버와 참가한 사운드 프로듀서에 의한 앨범 해설) 수록 DVD” “스페셜 12면 파노라마 포토시트” “이키모노 카드 036” “이키모노가카리의 여러분, 안녕하세요~ !! 2013 ~I~ 티켓 특별 추첨 선행 안내”가 부속되어있다(이키모노 카드와 티켓 추첨 안내는 초회사용한정반에서도 부속).
타이틀 《I》는 이키모노가카리의 머리글자 “I”와 “愛”, “哀” 등 몇개의 의미를 붙이고 있는 것으로, 멤버는 “전작품의 《NEWTRAL》에서도 뉴트럴한 느낌이 들었던 작품”이라고 말하고 있다.

## 수록곡
| #            | 제목                                               | 작사·작곡       | 편곡                                         | 재생 시간 |
| ------------ | -------------------------------------------------- | --------------- | -------------------------------------------- | --------- |
| 1.           | 〈웃는 얼굴〉 (笑顔)                               | 미즈노 요시키   | 가메다 세이지                                | 4:58      |
| 2.           | 〈1 2 3 ~사랑이 시작돼~〉 (1 2 3 〜恋がはじまる〜) | 미즈노 요시키   | 혼마 아키미쓰                                | 4:57      |
| 3.           | 〈빠빠빠~야〉 (ぱぱぱ〜や)                         | 미즈노 요시키   | 혼마 아키미쓰                                | 5:08      |
| 4.           | 〈사랑 흔적〉 (恋跡)                               | 야마시타 호타카 | 다나카 유스케, 곤도 타카시                   | 4:43      |
| 5.           | 〈봄 노래〉 (ハルウタ)                             | 야마시타 호타카 | 에구치 료 현편곡: 에구치 료, 무라야마 타쓰야 | 4:53      |
| 6.           | 〈My Sunshine Story〉 (マイサンシャインストーリー) | 야마시타 호타카 | 시마다 마사노리                              | 5:25      |
| 7.           | 〈어째서〉 (なんで)                                | 미즈노 요시키   | 가메다 세이지                                | 6:04      |
| 8.           | 〈내일의 하늘〉 (あしたのそら)                     | 야마시타 호타카 | 혼마 아키미쓰                                | 4:46      |
| 9.           | 〈바람 청하여 꽃 흔들리다〉 (風乞うて花揺れる)     | 야마시타 호타카 | 쓰타야 코이치                                | 5:55      |
| 10.          | 〈MONSTAR〉                                        | 미즈노 요시키   | 스즈키 Daichi 히데유키                       | 3:40      |
| 11.          | 〈연애소설〉 (恋愛小説)                            | 미즈노 요시키   | 가메다 세이지                                | 5:03      |
| 12.          | 〈도쿄〉 (東京)                                    | 요시오카 키요에 | 쓰타야 코이치                                | 4:23      |
| 13.          | 〈바람이 불고 있어〉 (風が吹いている)              | 미즈노 요시키   | 가메다 세이지                                | 7:43      |
| 14.          | 〈온기〉 (ぬくもり)                                | 야마시타 호타카 | 시마다 마사노리                              | 5:41      |
| 총 재생 시간 | 총 재생 시간                                       | 총 재생 시간    | 총 재생 시간                                 | 73:24     |

| #  | 제목                                                | 재생 시간 |
| -- | --------------------------------------------------- | --------- |
| 1. | 〈잇키몽키의 i 라디오〉 (イッキーモンキーのiラジオ) |           |

## 출전
1. ↑  “이키모노가카리, 신작 《I》 내용 & 자켓사진 공개”. 오리콘. 2013년 6월 14일. 2013년 6월 19일에 확인함.